# Davejonesia
Davejonesia is een geslacht van drie soorten orchideeën uit de onderfamilie Epidendroideae. Het geslacht is afgesplitst van Dendrobium.
Het zijn kleine, epifytische orchideeën met dwergbloempjes. Ze zijn endemisch aan de noordoostkust van Australië.

## Naamgeving enetymologie
- S: Dendrobium Sw. sect. Rhizobium

De botanische naam Davejonesia is een eerbetoon aan de Australische botanicus David Lloyd Jones (1944).

## Kenmerken
Davejonesia-soorten zijn zeer kleine epifytische planten, met kruipende, vertakte rizomen en dikke, vlezige, eironde tot langwerpige bladeren.
De bloeiwijze is een kleine tros met slechts één bloempje, wit, roze en geel gekleurd en muskusachtig geurend.

## Habitaten verspreiding
Davejonesia-soorten groeien op bomen in lichte montane bossen tot regenwouden, in subtropische en tropische streken van de oostkust van Australië, voornamelijk in Queensland.

## Taxonomie
Davejonesia werd voorheen ingedeeld als een deel van de sectie Rhizobium van het geslacht Dendrobium. Het is  in 2002 tot geslacht gepromoveerd door Clements.
Het geslacht telt in de meest recent geaccepteerde taxonomie drie soorten. De typesoort is Davejonesia lichenastra.

### Soortenlijst
- Davejonesia aurantiacopurpurea  (Nicholls) M.A.Clem. (2002)
- Davejonesia lichenastra  (F.Muell.) M.A.Clem. (2002)
- Davejonesia prenticei  (F.Muell.) M.A.Clem. (2002)